# Libreta
Die Libreta war ein spanisches Handelsgewicht. Sie kann als Überbegriff der Libra verstanden werden. Der Begriff stand einmal für die Libra menor (minor), dem kleinen Pfund (kleine oder leichte Libra) und Libra gruessa (major), dem schweren Pfund (große schwere Libra).
- 1 Libra menor = 12 Oncas = 48 Cuardos = 356,2335 Gramm (auch 355,35 Gramm[1])
- 1 Libra gruessa = 18 Oncas = 534,355 Gramm entsprach 1,5 Libreta

Das schwere Pfund war bestimmten Handelswaren vorbehalten. Dazu rechnete man große gesalzene Fische, Felle und Leder. Bei Safran wurde mit 16 Oncas gerechnet, was 1 ⅓ Libreta oder 474,978 Gramm entsprach. Bei Fleisch galt
- 3 Libretas = 36 Onca = 1,0687 Kilogramm.

- 1 leichte Arroba  für Öl = 30 Libretas = 11,64 Liter
- 1 schwere Arroba = 36 Libretas

In Katalonien war die Maßkette
- 1 Quintal = 4 Arrobas = 104 katalan. Libras (= 401 Gramm) = 156 Marcos = 1248 Oncas = 4992 Quartas = 19.968 Argensos = 718.848 Granos